# 롤라 마르첼리
롤라 마르첼리(Lola Marceli, 1967년 10월 14일 ~ )는 스페인의 배우이다.

## 출연 작품
- 페이퍼 캐슬 (2009)
- 어느 스페인 여인의 이민사 (2001)
- 에스케이프 투 파라다이스 (1984)